# خلف الأضواء
خلف الأضواء (بالإنجليزية: Behind the Candelabra)‏ هو فيلم دراما أُصدر في الولايات المتحدة سنة 2013. الفيلم من إخراج ستيفن سودربرغ.

## طاقم التمثيل
- مايكل دوغلاس
- مات ديمون
- دان أيكرويد
- روب لوو
- ديبي رينالدز

## القصة
تدور الأحداث الفيلم استنادا للسيرة الذاتية لعازف البيانو والموسيقي الشهير ليبرتشي وذلك من خلال رواية صديقة المقرب سكوت ثورسون.

## الميزانية والإيرادات
بلغت تكلفة إنتاج الفيلم حوالي 23 مليون دولار بينما حقق أرباحاً تقدر بـ 23 مليون.

## وصلات خارجية
- خلف الأضواء على موقع IMDb (الإنجليزية)
- خلف الأضواء على موقع ميتاكريتيك (الإنجليزية)
- خلف الأضواء على موقع الموسوعة البريطانية (الإنجليزية)
- خلف الأضواء على موقع روتن توميتوز (الإنجليزية)
- خلف الأضواء على موقع نتفليكس (الإنجليزية)
- خلف الأضواء على موقع قاعدة بيانات الأفلام العربية
- خلف الأضواء على موقع ألو سيني (الفرنسية)
- خلف الأضواء على موقع أول موفي (الإنجليزية)
- خلف الأضواء على موقع فيلمافينيتي (الإسبانية)
- خلف الأضواء على موقع قاعدة بيانات الفيلم (الإنجليزية)